# 1957 год в науке
В 1957 году были различные научные и технологические события, некоторые из которых представлены ниже.

## События

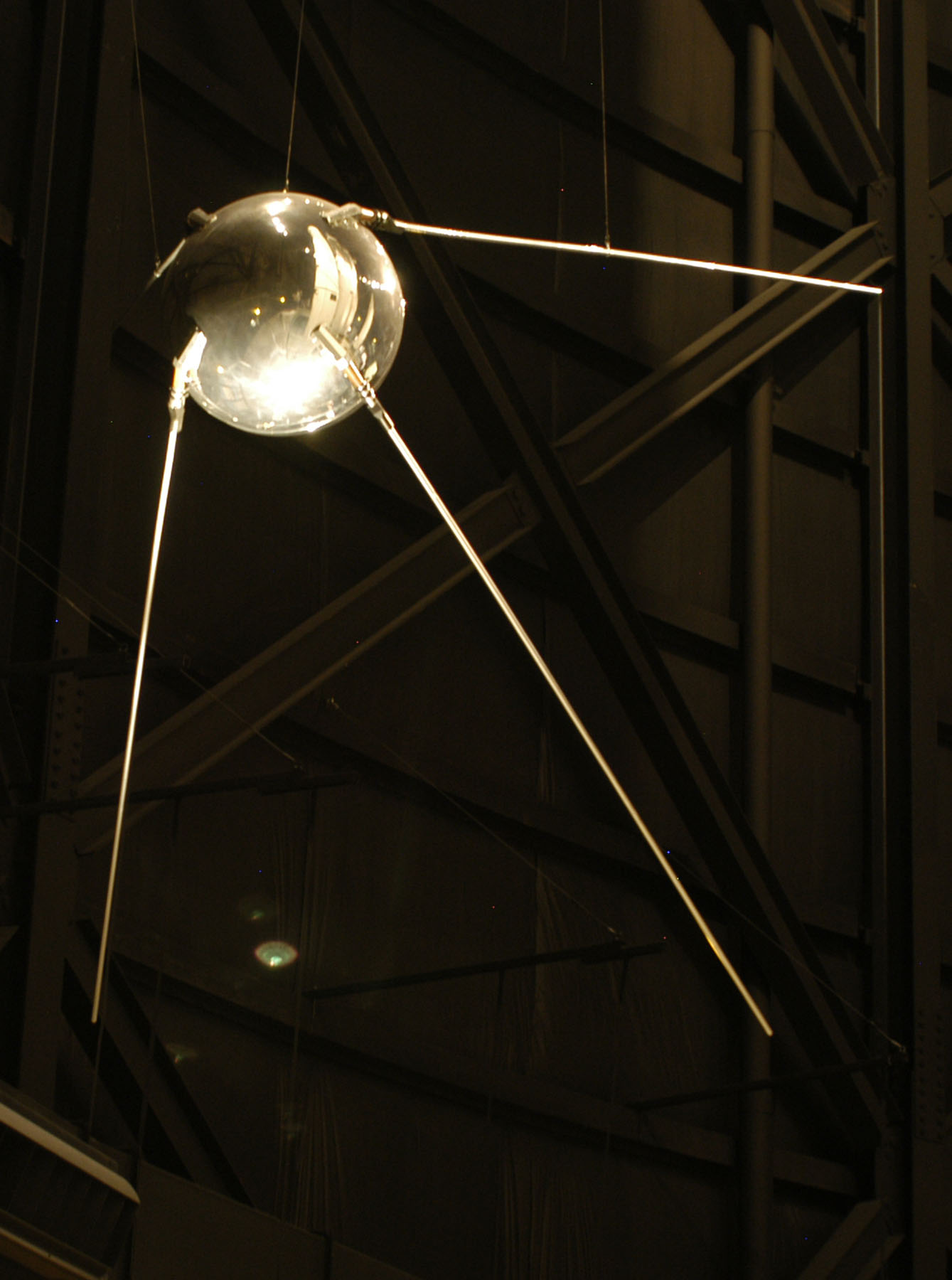
Спутник-1

- 31 мая — Великобритания произвела второй ядерный взрыв в районе острова Рождества в Тихом океане.
- 25 сентября — в США произведена вторая попытка запуска ракеты «Атлас» (взорвалась на 50 секунде полёта, высота — 4 км).
- 4 октября — в СССР произведён запуск первого искусственного спутника Земли («Спутник-1»).
- 3 ноября — запущен КА «Спутник-2» с собакой Лайкой на борту. Оба запуска были совершены в рамках Международного геофизического года.
- 5 декабря — спущено на воду первое в мире надводное судно с ядерной силовой установкой — атомный ледокол «Ленин».
- 6 декабря — США пытается запустить свой первый спутник (Авангард TV3). Через две секунды после старта ракета потеряла тягу и упала на стартовую площадку.
- В городе Обнинск Калужской области началось строительство Обнинской метеорологической мачты. Проект этого уникального сооружения был разработан силами ЦНИИПСМ, руководитель проекта инженер Е. Н. Селезнёва[1].
- Создано Международное агентство по атомной энергии (МАТАТЭ).

## Достижения человечества
- Джоном Бардином, Леоном Купером и Джоном Шриффером разработана теория БКШ, первой на микроскопическом уровне объяснившая явление сверхпроводимости.
- Хью Эвереттом предложена многомировая интерпретация квантовой механики.

### Открытия
- Паркером Ю. сформулирована теория солнечного ветра в её современном виде.

### Изобретения
- Создан первый высокоуровневый язык программирования (Фортран).
- Представлен первый в мире полностью электронный калькулятор (фирма Casio).
- Межконтинентальная баллистическая ракета: Р-7 (СССР).

## Награды
- Нобелевская премия:
  - Физика — Чжэньнин Янг, Цзундао Ли — «За предвидение при изучении так называемых законов чётности, которое привело к важным открытиям в области элементарных частиц».
  - Химия — Александер Тодд — «За работы по нуклеотидам и нуклеотидным коэнзимам».
  - Медицина и физиология — Даниеле Бове — «За открытия, касающиеся синтетических соединений, блокирующих действие некоторых веществ организма, и за обнаружение их действия на сосудистую систему и мышцы».

## Родились
- 21 октября — Вольфганг Кеттерле, немецкий физик, лауреат Нобелевской премии по физике за 2001 год.

## Скончались
- 8 февраля:
  - Джон фон Нейман, венгро-немецкий математик и квантовый физик.
  - Вальтер Боте, немецкий физик, лауреат Нобелевской премии по физике за 1954 год.
- 18 февраля — Генри Норрис Расселл, американский астрофизик, разработавший одну из первых теорий эволюции звёзд.
- 11 марта — Ричард Ивлин Бёрд, американский авиатор и полярный исследователь.
- 7 мая — Вильгельм Фильхнер, немецкий путешественник и писатель, исследователь Центральной Азии, арктических и антарктических областей.
- 16 августа — Ирвинг Ленгмюр, американский химик, лауреат Нобелевской премии по химии в 1932 году.
- 21 августа — Харальд Ульрик Свердруп, норвежский океанограф и метеоролог.